# Kilidj Arslan IV
Rukn al-Duniya wa l-Din Al-Sultan al-Azim Kilidj Arslan IV ibn Kay Khusraw o Kılıç Arslan IV (la Espada León) fue un sultán selyúcida de Rum o Konya. Nació en 1236/1237 de madre turca. Fue el segundo hijo de Kaykosru II.

## Biografía
En 1241 los mongoles dirigidos por el general Baidju invadieron Anatolia; Erzurum fue conquistada. Kaykhusraw II reunió un ejército con mercenarios romanos de Oriente, armenios y francos y el 26 de junio de 1243 libró la batalla de Köse Dağ en qué fue derrotado. Los selyúcidas de Rum quedaron sometidos a los mongoles.

### El reino de los visires (1246-1248)
Al morir en 1246, Kaykhusraw II dejó tres hijos de madres diferentes; los tres eran menores de edad y bajo la tutela del visir y del gobernador hulágida (Ilkánida)
- Izz al-Din Kaykaus, era el hijo mayor y tenía unos 13 años; su madre era griega e hija de un sacerdote. El visir Shams al-Din al-Isfahani tomó partido por él, pero dudó en la decisión de alejar a los otros dos hermanos, puesto que esta decisión correspondía al gobernador mongol. Shams al-Din al-Isfahani se casó con la reina viuda y madre de su pupilo[4]
- Rukn al-Din Kilidj Arslan (Kılıç Arslân IV) aspirante a la sucesión.
- Ala al-Din Kaykubadh nacido alrededor de 1239/1240. Hijo de la tercera esposa (pero favorita de Kaykhusraw II), Gürcü Hatun (Tamara), hija de la reina de Georgia Rusudan I, nieta del sultán selyúcida Tuğrul II. El padre de Tamara se había convertido al cristianismo ortodoxo, y ella, al contrario, se convirtió al islam por su matrimonio y cogió el nombre de Gürcü Hatun (o Ghurji Khatun) el 1237; este matrimonio aseguraba la paz entre Georgia y los selyúcidas de Rum. Kaykubad fue designado por Khaykhusraw como sucesor.[5]

Shams al-Din al-Isfahani no pudo impedir a Rukn al-Din Kılıç Arslân de ir a reunirse con el Gran Khan con ocasión de la asamblea que proclamó como khan a Güyük. Para asegurar el poder, el visir hizo matar a un cierto número de rivales. Rukn al-Din Kılıç Arslân obtuvo del Gran Khan la partición del sultanato en dos partes: el Oeste para Kaykaus con capital en Konya y el Este para él mismo con capital en Sivas. La frontera entre los dos sería el río Kızılırmak. Cuando Kılıç Arslân volvió de Anatolia con su título de sultán se supo la muerte de Güyük y el nombramiento de su sucesor Möngke y los emires decidieron que era mejor que los tres hermanos reinaran juntos. Kılıç Arslân fue enviado a la corte mongola para hacerle aceptar esta solución. Se formaron dos partidos, un dirigido por el mismo Kılıç Arslân que no quería cambiar nada y otro dirigido por Izz al-Din Kaykaus que pretendía oponerse a la decisión de los mongoles y resistir en el oeste con las tribus turcomanas y la alianza romana de Oriente.

### El triunvirato (1248/49-1257)
El visir Djalal al-Din Karatay (en turco, Celaddin Karatay) consiguió finalmente un acuerdo entre los tres hermanos que tuvo el apoyo mongol. El sultanato quedó dividido en tres partes:
- Izz al-Din Kaykaus con capital en Konya.
- Rukn al-Din Kılıç Arslan con capital en Sivas.
- Ala al-Din Kaykubad II, con capital en Malatya.

Shams al-Din al-Isfahani, el antiguo visir de Kaykhusraw II, quedaba encargado del gobierno en nombre de los tres príncipes, lo que le otorgaba el poder efectivo.
En 1249, Shams ad-Dîn al-Isfahani fue arrestado debido a sus excesos y fue asesinado.
El 1256 Möngke ordenó invadir Anatolia y Kaykaus II fue derrotado a la batalla de Aqsarai y se refugió a Nicea y su hermano fue proclamado en Kayseri. Möngke convocó a su corte a Kaykaus que no tenía ninguna ganas de ir y envió a su lugar a su hermano pequeño Kaykubad cargado de valiosos regalos para el gran khan. En el camino, a Erzurum, Kaykubad fue asesinado. Möngke ordenó hacer una investigación que no sacó en claro lo ocurrido. Entonces los mongoles dividieron el reino en dos. El este de Anatolia con capital en Sivas, para Kılıç Arslan. El oeste, con capital en Konya para Kaykaus II (en la frontera griega; su madre era griega). Esta partición fue satisfactoria. El habilidoso e intrigante visir de Kılıç Arslan, Muin al-Din Sulayman, que tenía el apoyo de los mongoles, tuvo el poder efectivo.
En julio de 1261, Miguel VIII Paleólogo de Nicea después de entrar en Constantinopla, se convirtió en el nuevo emperador romano de Oriente. Molesto por las maniobras de Muin al-Din Sulayman, Kaykaus ofreció su ayuda a Miguel Paleólogo en la lucha contra los mongoles. El plan fue abortado y Kaykaus fue depuesto, encarcelado y posteriormente enviado al exilio en Bizancio.

### El reinado (1261-1265)
Así Kılıç Arslan quedó solo en el trono selyúcida y su visir Muin al-Din Sulayman obtuvo el título de Pervaneh (orden). En 1265, el pervaneh constituyó un pequeño principado personal al conquistar Sinope. Kılıç Arslan fue asesinado en un banquete seguramente instigado por el pervaneh. El visir estuvo a punto de poner a su propio hijo de tres años en el trono de los sultanes, pero finalmente optó por casarse con la viuda de Kılıç Arslan para poder ejercer la regencia en nombre de Kaykhusraw III, de seis años, hijo y heredero de Kılıç Arslan. 